# 奧基威米 (北卡羅萊納州)
奧基威米（英語：Okeewemee）是位於美國北卡羅萊納州蒙哥馬利縣的非建制地區。

## 歷史
奧基威米的郵局於1890年設立，其後於1917年停運。

## 地理
奧基威米所處的海拔為高於海平面189米（即620英呎），而該地所採用的時區為UTC-5，即北美东部时区（EST）。同時該地設有夏令時間，為UTC-5調快一小時，即UTC-4（EDT）。